# Chlorophytum alpinum
Chlorophytum alpinum är en sparrisväxtart som beskrevs av George Bentham och John Gilbert Baker. Chlorophytum alpinum ingår i släktet ampelliljor, och familjen sparrisväxter. Inga underarter finns listade i Catalogue of Life.